# اسلوتوکسین
اسلوتوکسین (به انگلیسی: Slotoxin) با فرمول شیمیایی C177H281N47O50S7 یک ترکیب شیمیایی با شناسه پاب‌کم 16133816 است. که جرم مولی آن ۴۰۹۱٫۸۶ گرم بر مول می‌باشد. 